# 경향신문

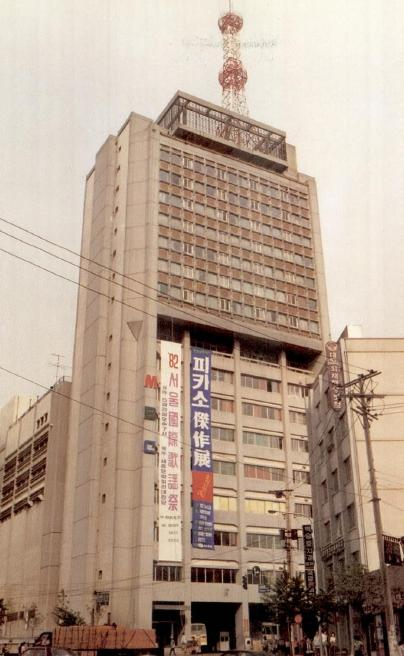
1982년의 경향신문 본사
당시 문화방송과 공동으로 사용되었다.

《경향신문》(京鄕新聞)은 대한민국의 진보 성향 일간 조간 신문이다. '경향'이라는 말은 우르비 에트 오르비(Urbi et Orbi), 즉 "도시(교황청)와 전 세계에게"라는 로마 가톨릭교회의 표어에서 비롯되었다.
본사는 서울특별시 중구 정동길3에 소재해 있으며, 현재 언론 중 열독률 1위로 대표적인 언론 중 하나로 간주되고 있다. 2009년 한국기자협회의 언론인 대상 여론조사에서  경향신문이 1위를 차지했으며, 영향력으로는 각각 2위, 6위로 꼽혔다.

## 역사
광복 이듬해인 1946년 5월, 정판사 위조지폐 사건으로 조선정판사 사옥과 그 시설 일체를 미군정이 압수하여 가톨릭에 넘겨줌으로써 같은 해 10월 경성천주교 재단에서 창간했다. 초기에는 가톨릭 계열 언론사로 이승만의 단정 노선에도 매우 비판적이었으며, 김구의 남북협상론은 비현실이라 주장했다. 반면, 미소공위와 좌우합작에 많은 기대를 걸기도 했다. 또한 미군정에 협조적이면서도 옳지 않는 일에는 날카롭게 비판도 하고 책임을 물기도 했다. 대한민국 정부 수립이후 친 민국당, 친민주당적 노선을 견지했다. 제1공화국 기간 내내 국무총리와 부통령을 지낸 장면(張勉)을 정치적으로 지지하였다. 이때문에 1958년 이승만과 자유당으로부터 정간처분을 당하기도 했다.(경향신문 필화 사건 참조.) 1959년 이후 자유당 독재체제가 굳어지자 반독재 노선을 분명히 했으며, 장면 부통령 피습사건 이후 비판의 목소리를 더욱 높였다. 장면의 인척인 한창우가 사주로 취임하였고, 경향신문은 제2공화국 기간 내내 장면을 비판적으로 지지하였다.
5·16 쿠데타 이후 민간에게 불하되면서 종교 성향을 띠지 않고 있다. 박정희 대통령 시절에는 비판적 논조가 거슬린다며, 경향신문 주요 인사 교체, 주가와 판권매각으로 정수장학회와 여러 대기업의 소유가 되었으며, 당시 언론통폐합으로 합쳐진 MBC와 함께 친군부 성향 언론사로 변질되었다. 문화방송 계열사이던 1980년만 해도 미테랑 프랑스 대통령의 장기 집권을 유럽의 좌경화로 표현하는 등 친군부, 반공주의적 논조를 보였다. 이러한 경향신문의 반(反) 민주적이고 친독재정권 성향의 논조 때문에  1987년 6월 항쟁 당시 경향신문에 대해 분노한 시위 군중, 시민들이 지방 배송을 위해 서울역 앞에 쌓여 있던 경향신문을 대량으로 소각하는 일이 벌어지기도 했었다. 이후 1990년에 한화그룹에 매각되었다가 1998년에 사원주주회사로 독립한 이후부터는 진보와 개혁세력의 목소리를 대변하고, 여러 사설, 칼럼, 기사 등에서 진보 성향을 띠는 신문이 되었으며 해당 신문에 GTV가 세들어있었던 탓인지 1997년 첫 모체 진로그룹의 부도로 어려움에 놓인 GTV 인수 물망에 한때 거론됐으나 불발됐다.

## 경향신문 연혁
- 1946년 10월 6일: 천주교 서울대교구에서 창간.
- 1954년 11월: 축쇄판 발행.
- 1957년 7월: 경향신문 조·석간 발행
- 1957년 9월 28일~12월: 장면 부통령 암살 미수사건인 9·28 사태에 관련되어 정부를 강하게 비판, 성토하는 기사를 실음
- 1959년 2월 4일: 경향신문 여적 필화 사건 발생
- 1959년 4월 30일: 여적 필화 사건으로 인해 논설위원 주요한이 구속되고, 이승만 정권(자유당 정부)이 지령 4325호로 폐간 결정을 내림.
- 1960년 3월: 정부를 상대로 낸 재정신청에서 승소하나 이승만 대통령의 장기 집권을 위한 3·15 부정선거를 비판한 결과 정부로부터 무기한 정간 명령을 받음.
- 1960년 4월 27일: 이승만 하야 이후 복간.
- 1962년 2월: 이준구가 천주교 서울대교구로부터 신문사를 불하받음(천주교 재단이 경향신문 매각), 주식회사로 출범
- 1964년 7월: 6.3 항쟁 이후 사장 이준구가 구속.
- 1966년: 군사 독재 정권이 정부에 비판적이던 경향신문을 사주의 반대에도 불구하고 경매를 통해 단독 응찰한 기아 산업에 매각하였다.(중앙정보부의 압력으로 인한 강제 매각)
  - 중앙정보부는 1965년 4월 경향신문 이준구 사장 등 간부들을 반공법 위반으로 구속했다(경향매각사건)
- 1969년 1월: 신진 자동차 공업 주식회사가 경영권 인수.
- 1974년 11월: 박정희 전 대통령의 지시로 문화방송과 통합, 소공동 시대 마감
- 1978년 3월: 《경향신문》발행 10,000호를 맞았다.
- 1981년 3월: 문화방송과 분리, 사단법인 경향신문 출범.
- 1988년 3월 18일: 경향신문 노동조합 결성
- 1990년 8월 1일: (구) 한화 그룹이 인수.
- 1991년 4월: 석간에서 조간으로 변경.
- 1991년 11월: 경향기자윤리강령 선포.
- 1992년 5월: 시사 주간지《뉴스 메이커》창간.
- 1995년 5월: 신세대 섹션 페이지《매거진 X》를 발행.
- 1995년 5월 16일: 광고 없는 1면 발행
- 1996년 5월 1일: 미디어 칸의 전신인 경향월드넷 출범.
- 1997년 4월 7일: 전면 가로쓰기 단행.
- 1998년 4월 1일: 경향신문을 (구) 한화 그룹으로부터 분리설립. 국내 첫 사원주주회사로 출범.
- 2006년 7월 12일: 《매거진 X》종간.
- 2008년 9월 8일: 시사 주간지《뉴스 메이커》의 제호를 《Weekly 경향》(위클리 경향)으로 변경.
- 2009년 10월 30일: 경향신문이 발행 20,000호를 맞았다.
- 2011년 1월 4일: 《위클리 경향》의 제호를 《주간경향》으로 변경/ (2011년 신년호를 기점으로 함.)
- 2024년: 토요판 발행 중단, 주5일제로 전환[7]

## 지면
- 주5일제 신문을 발행한다.
- 매주 주말 신문 발행하지 않고[8], 온라인 서비스를 계속한다.

## 논란

### 천안함 침몰 영상
2010년 9월, 경찰 내부 교육자료로 쓸 목적으로 만든 천안함 침몰 홍보 동영상을 상영하는 것에 대해서 일선 초등학교들이 반대했음에도 불구하고 2개 초등학교에서 상영을 강행하였다는 주장이 경향신문을 통해 제기되었다. 또한 이 동영상을 한 인터넷 보수언론이 제작해 웹사이트상에 올려놓은 영상과 동일하다고 보도하였는데, 의문이 제기된 코나스넷측은 '북한문제연구소'가 제작한 것이라고 반박했다. 코나스는 이 동영상을 홈페이지를 통해 공개했다.

### 류근일 영입
2011년 8월, 경향신문은 칼럼진에 뉴데일리 고문이자 조선일보 칼럼니스트 출신인 류근일을 영입하였다. 이에 대해 내부에서는 긍정적인 반응인 반면, 독자층을 포함한 외부에서는 경향신문이 균형강박증에 걸렸다, 헛발질이라면서 많은 우려와 비판적인 시각을 가지고 있다.

### 사장선거 외압
2012년 5월 1일의 사장선거를 앞두고 송영승 사장과 강병국 변호사가 경합하게 되자, 송영승 사장의 측근인 이대근 편집국장이 강병국 변호사에게 "무슨 일이 있더라도 당신의 입후보를 막겠다"고 불출마를 종용했고, 결국 강병국 변호사가 불출마하면서 송영승 사장이 연임되었다.

## 사장
과거
- (故)이준구
- (故)정구호
- 장준봉 (2000년 ~ 2002년)
- 조용상 (2005년 ~ 2006년)
- 고영재 (2006년 ~ 2008년)
- 이영만 (2008년 ~ 2009년)
- 송영승 (2009년 ~ 2010년)
- 송영승 (2012년 ~ 2015년)
- 이동현 (2015년 ~ 2020년)

현재
- 김석종 (2020년 ~ 현재)

## 외부 기고자
- 박래군 인권재단 사람 소장, ·4·16연대 공동대표
- 김택근 시인, 작가
- 이범 교육평론가
- 정태춘 가수, 시인
- 제현주 임팩트투자사 옐로우독 대표
- 전인권 가수
- 홍경한 미술평론가
- 조광희 변호사
- 타이거JK 가수
- 이상엽 한국과학기술원 특훈교수
- 조진만 건축가
- 임종진 사진치유자·공감아이 대표
- 이권우 도서평론가

## 자매지
- 《스포츠경향》
- 《주간경향》
- 《레이디경향》
- 《경향게임스》

## 참고 문헌
- 이 문서에는 다음커뮤니케이션(현 카카오)에서 GFDL 또는 CC-SA 라이선스로 배포한 글로벌 세계대백과사전의 〈《경향신문》〉 항목을 기초로 작성된 글이 포함되어 있습니다.

## 같이 보기
- 한겨레
- 경향신문 (1906년)
  - 경향잡지
- 문화방송
- 한화그룹
- 경향하우징페어
- 정지용
- 장면
- 김승연
- 이준구